# Колумбија (Вирџинија)
Колумбија (енгл. Columbia) град је у америчкој савезној држави Вирџинија. По попису становништва из 2010. у њему је живело 83 становника.

## Демографија
Према попису становништва из 2010. у граду је живело 83 становника, што је 34 (69,4%) становника више него 2000. године.
| Група             | 2000.      | 2010.      |
| Белци             | 29 (59,2%) | 44 (53,0%) |
| Афроамериканци    | 14 (28,6%) | 39 (47,0%) |
| Азијати           | 0 (0,0%)   | 0 (0,0%)   |
| Хиспаноамериканци | 2 (4,1%)   | 0 (0,0%)   |
| Укупно            | 49         | 83         |